# فرشيد باقري
فرشيد باقري (5 يونيو 1992 بكرمان في إيران - ) هو لاعب كرة قدم إيراني في مركز الوسط. لعب مع نادي صبا قم ونادي مس كرمان وEtka Gorgan F.C. ‏.

## روابط خارجية
- فرشيد باقري على موقع قاعدة بيانات كرة القدم.إي يو (الإنجليزية)
- فرشيد باقري على موقع Soccerway.com (الإنجليزية)